# Європейська площа (Одеса)
Європейська пло́ща — один із центральних і найвідоміших майданів Одеси. Розташований на перетині вулиць Європейської, Миколи Савича, Воронцовського провулку і Приморського бульвару. Протягом історії 8 разів змінювала назву, в різні часи називалася Єлизаветинська, Дюківська, Карла Маркса, Адольфа Гітлера, Катерининська.

## Історія
Площа була запланована підполковником Францем де Волланом і на початку мала круглу форму. Посеред площі було розпочато зведення військової церкви на честь небесної покровителька імператриці Катерини Другої — Святої Катерини. Однак після смерті імператриці (листопад 1796) будівництва церкви, як і розбудова усього міста, були припинені Павлом Першим, а у 1821 році рештки недобудованої церкви були прибрані з майдану.

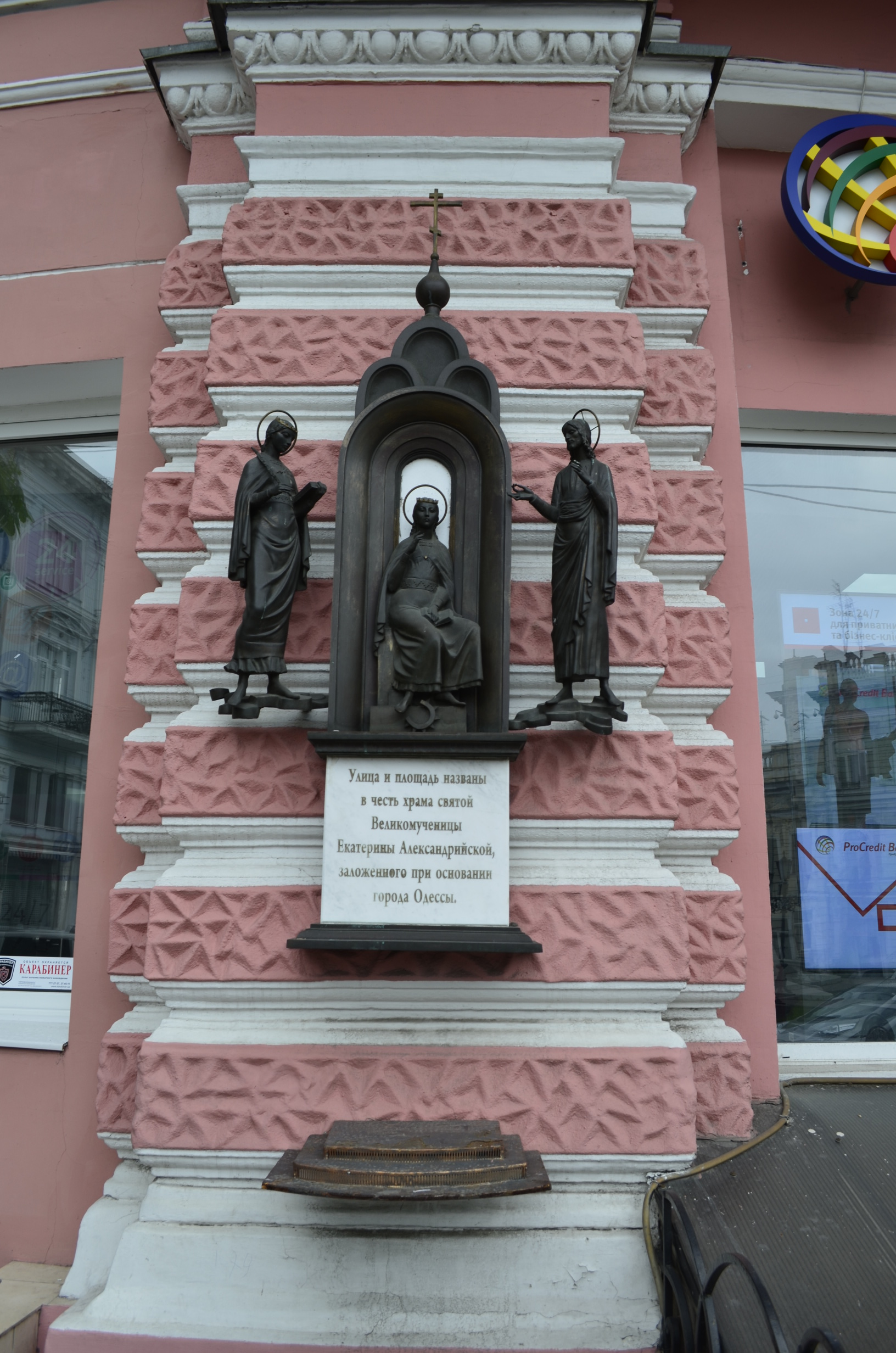
Меморіальна табличка в честь Святої Катерини

Масштабна розбудова площі розпочалася на початку 19-го століття. Структура площі була змінена з круглої на трикутну, в центрі був розбитий сквер, у якому в 60-ті роки XIX століття були посаджені хвойні дерева, які не зустрічаються більше ніде в Одесі. 14 червня 1830 року площа вперше дістала офіційну назву Єлизаветинська, на честь дружини тодішнього імператора Олександр I, Єлизавети Олексіївни. Однак вже 19 вересня 1830 року назву офіційно було змінено на Катерининську, за однією версією — в пам'ять про недобудовану церкву, за іншою — в честь російської імператриці Катерини II. Однак, стара назва була офіційно скасована тільки 3 листопада 1842 і весь цей час обидві назви існували практично паралельно. 25 серпня 1856 було введено нову назву площі — Дюківська, однак вона проіснувала тільки до 1860 року, коли було повернено назву Катерининська.
З 1873 (зведення дністровського водогону) — перший в Одесі фонтан. A 23 вересня 1891 Міська дума ухвалила рішення про зведення пам'ятника засновникам Одеси, який планували відкрити до ювілею святкування 100-річча Одеси. Найкращим проєктом було обрано роботу українського архітектора Ю. М. Дмитренка. Монумент було відкрито 6 травня 1900 року, а фонтан було перенесено до Міського саду. Усі вісім будинків, які розташовані на площі, є пам'ятками архітектури.
З приходом радянської влади Пам'ятник засновникам Одеси було демонтовано, а площу перейменовано на честь Карла Маркса. Зміна назви була проведена 30 квітня 1920 року напередодні Першотравня. На п'єдесталі колишнього монумента було зведено пам'ятник Карлу Марксу, спочатку (7 лютого 1921) — бюст, а згодом — у весь зріст. Однак після чергового буревію статуя впала, а на її місці зведено монумент засновникам марксизму.
Після захоплення Одеси румунськими військами у 1941 році, площу було названо на честь Адольфа Гітлера. Нова назва вперше з'явилася у міських оголошеннях 4 січня 1942. Але із поверненням у 1945 році більшовиків комуністичну назву знову повернули.
28 жовтня 1965 році, до 60-ї річниці повстання на Панцернику «Потьомкін» площа дістала нову назву — Потьомкінська, а на місці колишнього монумента Засновникам міста зведено пам'ятник «Потьомкінцям — нащадки».
Тільки 2 червня 1995 рішенням Одеської міської ради площі було повернено назву Катерининська. У червні 2007 року міська рада ухвалила рішення про відновлення втраченого вигляду площі. Було відновлено пам'ятник Засновникам Одеси, відреставровані фасади будинків. Відкриття площі відбулося 27 жовтня 2007 року.
28 грудня 2022 року в рамках дерусифікації було демонтовано пам'ятник Засновникам Одеси. Як продовження дерусифікації, 24 квітня 2024 року назву площі було змінено на сучасну назву.

## Архітектурні пам'ятки
- Будинок Завадовського — Європейська площа, 1 — Побудований у 1829—1830 роках. Будинок належав контрадміралу Івану Івановичу Завадовському. У 1833 році будівля переходить відомому в Одесі французькому кравцеві Верелю, і перетворюється в один з найфешенебельніших готелів у місті — «Петербурзький». При готелі був прекрасний ресторан. У готелі зупинялися такі знаменитості, як Віссаріон Бєлінський, Михайло Щепкін та інші.
- Будинок Андрієвського — Європейська площа, 3 — Побудований у другій половині XIX століття.
- Житловий будинок Масса — Європейська площа, 4, 4а — Побудований у 1849—1850 роках.
- Прибутковий будинок Бродської — Європейська площа, 4/1 — Побудований у XIX столітті.
- Прибутковий будинок Януша — Європейська площа, 5 — Побудований у 1901 році.
- Прибутковий будинок Жданової — Європейська площа, 6 — Побудований у 1901—1902 роках.
- Будинок Гагаріна — Європейська площа, 7 — Побудований у середині XIX століття.
- Прибутковий будинок Жданової — Європейська площа, 8 — Побудований у 1910 році.
- Прибутковий будинок Гагаріна — Європейська площа, 9 — Побудований в кінці XIX століття.

## Пам'ятники
- Пам'ятник Катерині II і засновникам Одеси — Побудований у 1900 році, в 1920 році демонтований і поміщений в історико-краєзнавчий музей. Відновлений у 2007 році. Була заново повністю відлита скульптура Катерини, чотири скульптури сподвижників — оригінали. Весь гранітний постамент новий. Скульптори: М. П. Попов, Борис Васильович Едуардс, Л. Д. Менціоне. Архітектор Юрій Мелентійович Дмитренко. 28 грудня 2022 року в рамках дерусифікації пам'ятник було демонтовано.
- Декоративна споруда «Кішка Софа» — Європейська площа, 4/1 — Скульптура являє собою одеську кішку Софу, що лежить на парапеті та мружиться, гріючись на сонечку. Зроблена з поліефірної смоли скульптором Тетяною Штикало.

## Галерея

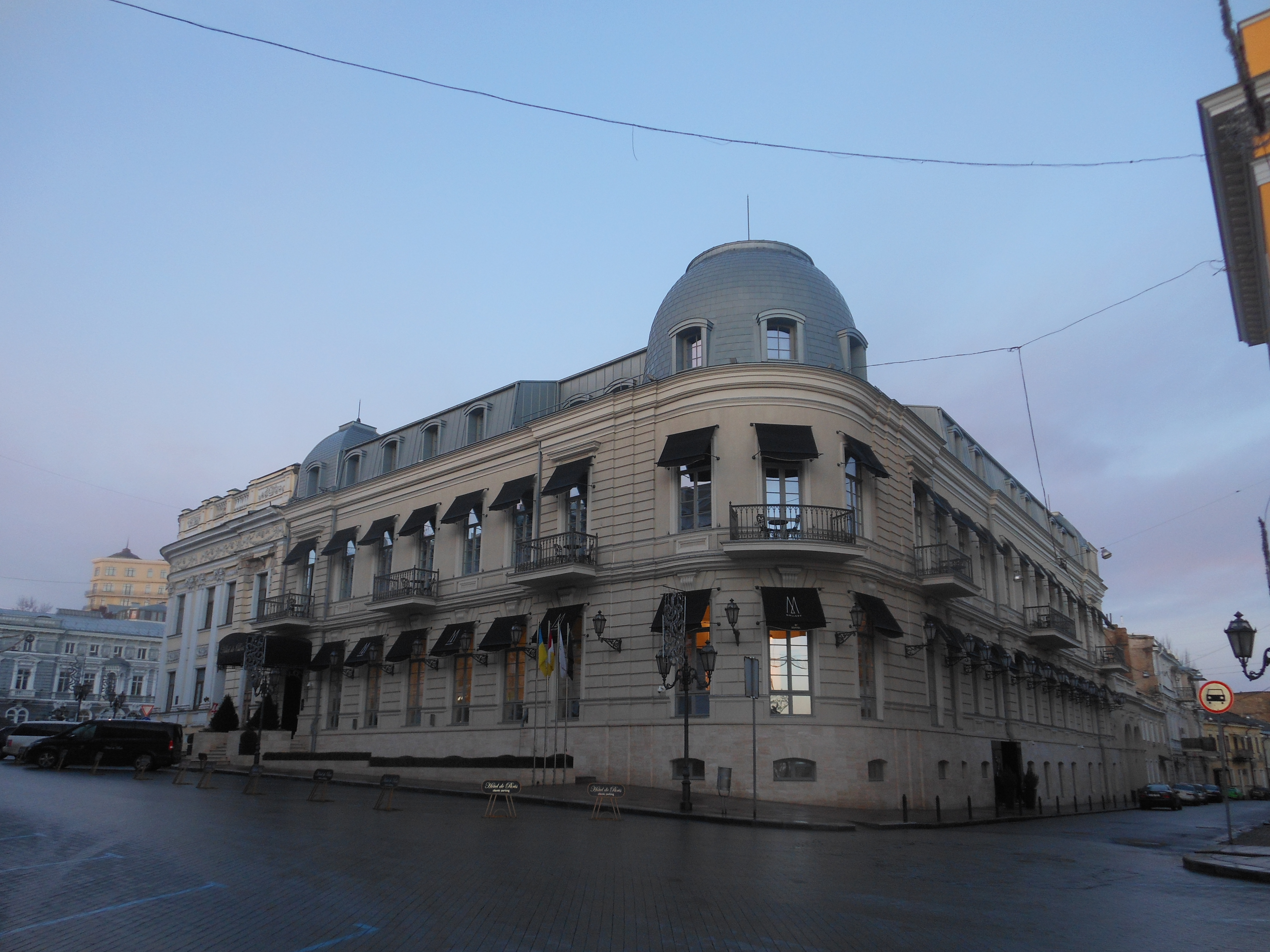
Житловий будинок Масса, Європейська пл., 4
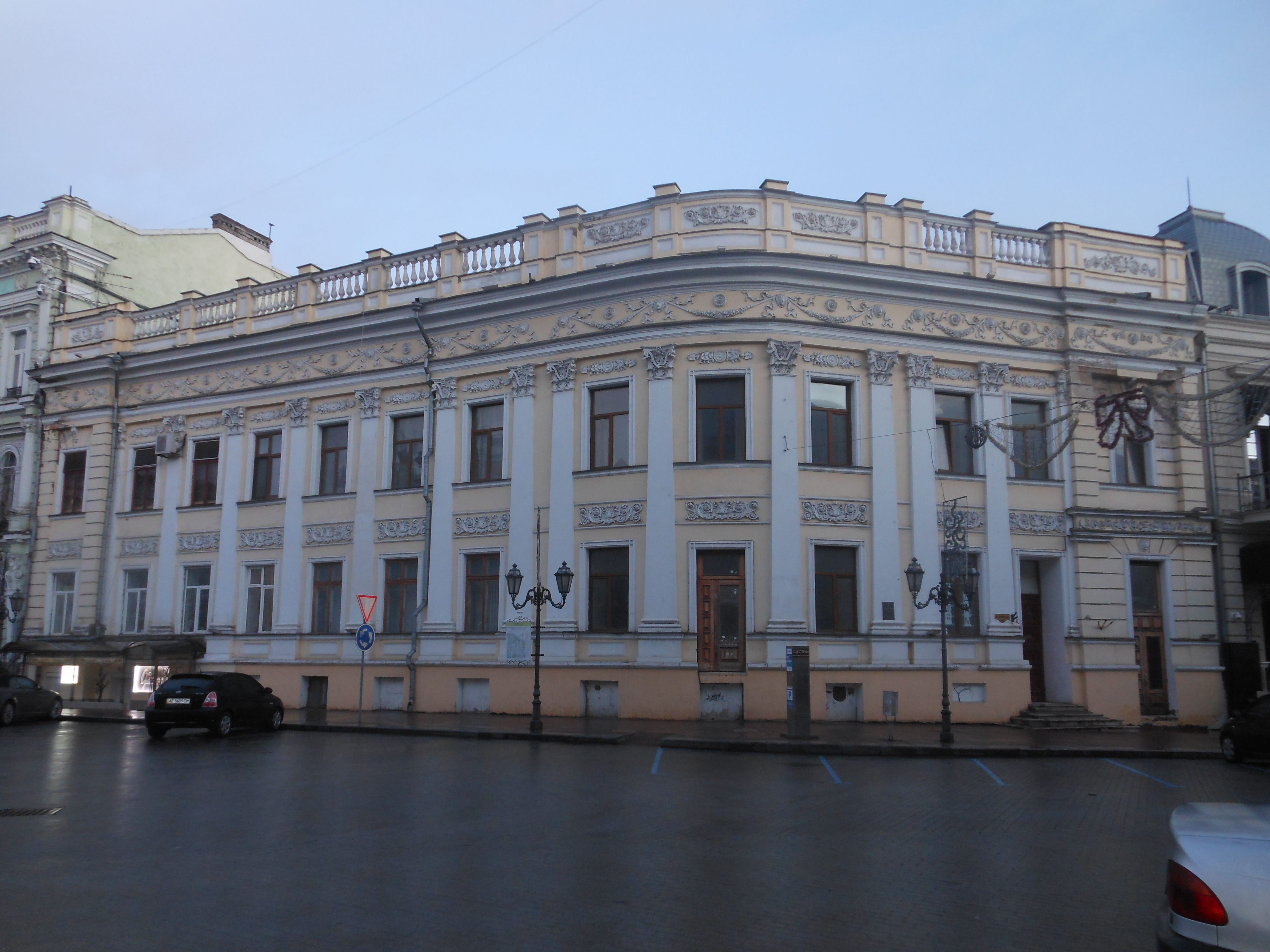
Прибутковий будинок Бродської, Європейська пл., 4а
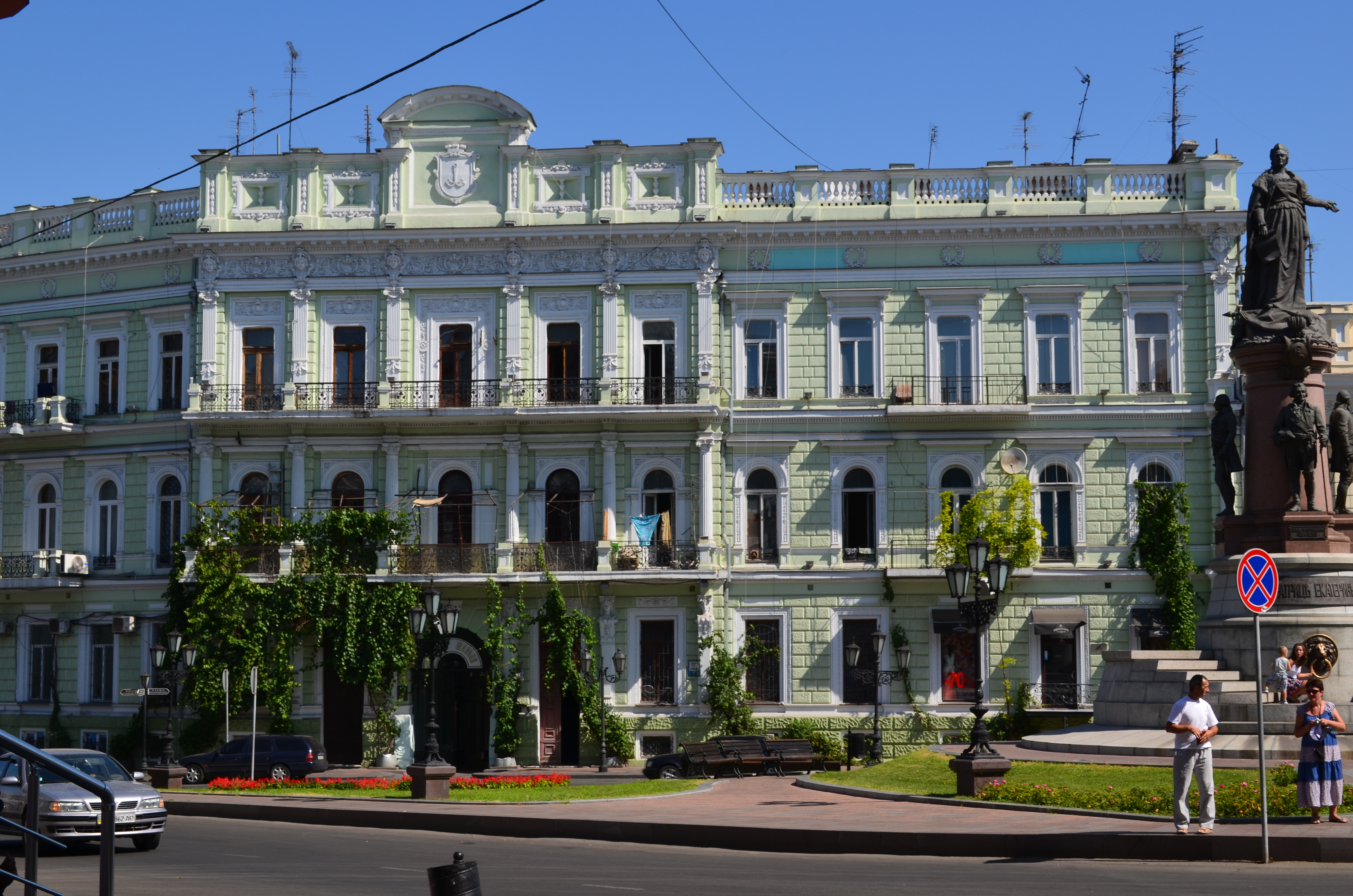
Прибутковий будинок Жданової, де жив І.К. Тоцький — український оперний співак, н. а. УРСР, Європейська пл., 6
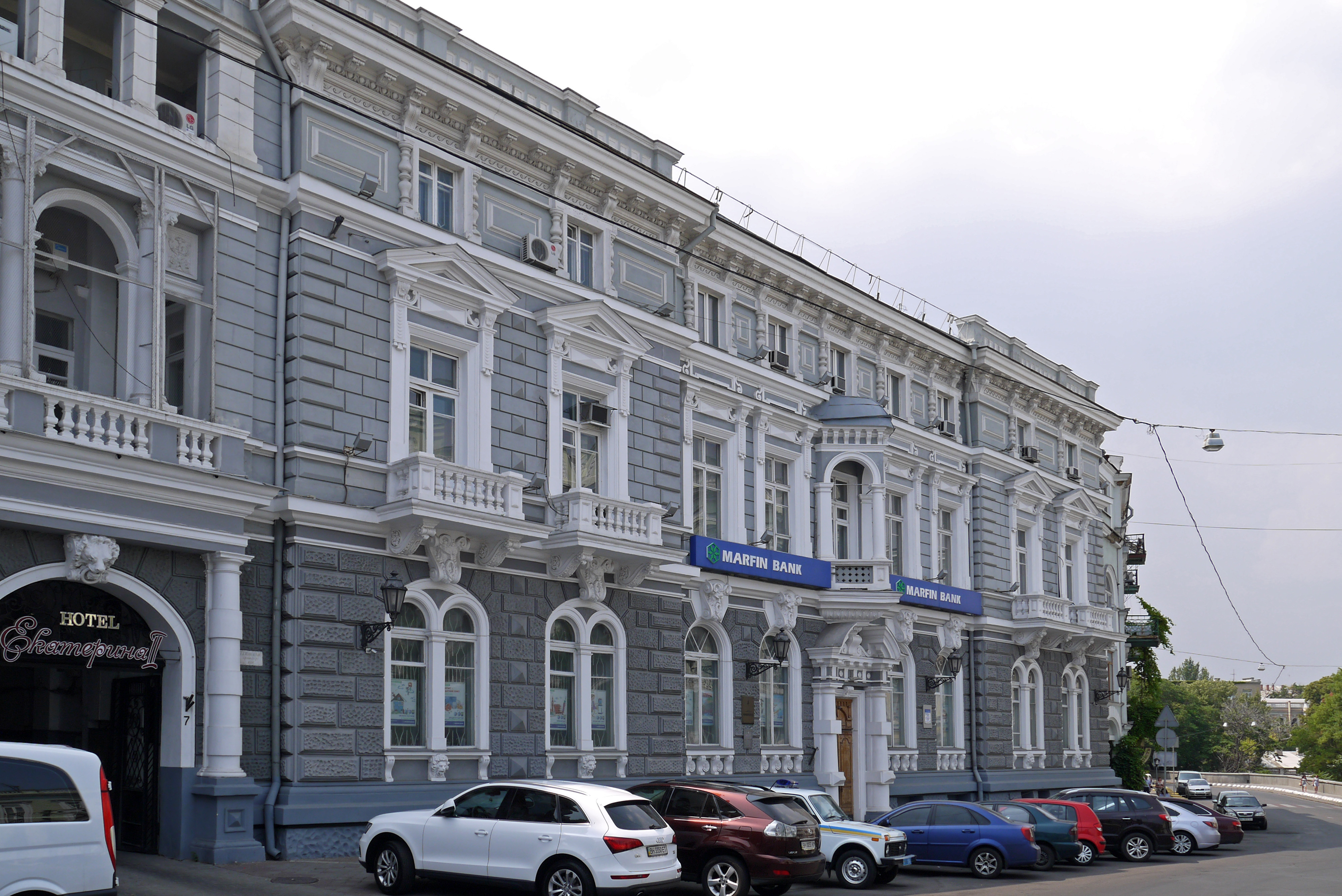
Будинок Гагаріна, Європейська пл., 7а